# Ambassade d'Algérie en Roumanie
L'ambassade d'Algérie en Roumanie est la représentation diplomatique de l'Algérie en Roumanie, qui se trouve à Bucarest, la capitale du pays.